# Джеймс Вейд
Джеймс Мартін Вейд (англ. James Martin Wade, нар. 6 квітня 1983)  — англійський професійний гравець в дартс,  чемпіон Європи з дартсу (PDC) 2018 року.

## Життєпис
Вейд вперше брав участь в чемпіонаті світу BDO у 2003 році. Наступного року (2004) він перейшов в PDC. У 2005 році Вейд вперше взяв участь у чемпіонаті світу PDC. У 2008 році вперше брав участь в чемпіонаті Європи з дартсу (PDC). Через 10 років (2018) Вейд став чемпіоном Європи з дартсу (PDC).